# Geant4
Geant4 (англ. GEometry ANd Tracking) — система бібліотек програм, призначена для симуляції проходження елементарних частинок крізь речовину за допомогою методу Монте-Карло. Geant4 є наступником серії GEANT, розробленої в CERN і є першою, яка використовує об'єктно-орієнтоване програмування (С++). Розробку бібліотеки, її супровід та підтримку користувачів проводить міжнародна спільнота.
Сфера застосування Geant4 — фізика елементарних частинок та ядерні реакції, медична та фізика космічної плазми, дослідження на прискорювачах. Бібліотека використовується у великій кількості дослідницьких проектів по всьому світу.
Програмне забезпечення системи та її джерельний код знаходяться у вільному доступі на сайті проекту. До версії 8.1, випущеної 30 червня 2006 року, бібліотека не супроводжувалася конкретною ліцензією, починаючи з цієї версії система поширюється на умовах Geant4 Software License.

## Можливості
Geant4 включає в себе можливості для роботи з геометричними властивостями систем, відстеження треків частинок та відгуку детектора, керування запусками, візуалізації та організації інтерфейсу користувача.
Нижче наведено стислий виклад функцій кожної з перерахованих вище частин системи:
- Геометрія — аналіз схеми розміщення експерименту, в тому числі детекторів, поглиначів тощо, беручи до уваги, як ця схема впливатиме на траєкторій частинок в експерименті.
- Трекінг (відстеження треків) — симуляція проходження частинок крізь матерію. Це передбачає враховування можливих взаємодій і процесів радіоактивного розпаду.
- Керування запусками — запис протоколів кожного «запуску» (набору «подій») та налаштування різних конфігурацій експерименту між запусками.
- Візуалізація та інтерфейс користувача забезпечуються рядом можливостей, включно з OpenGL та tcsh.

Також Geant4 має базові можливості для побудови гістограм. Для реалізації розширених можливостей аналізу даних він вимагає зовнішнього програмного забезпечення, яке підтримує абстрактний інтерфейс аналізу даних.
Починаючи з версії 10.0, бібліотека також підтримує багатопотоковість, даючи можливість використання локальної пам'яті ниток для організації ефективної паралельної симуляції подій.

## Використання у фізиці елементарних частинок
- BaBar[en] і GLAST у SLAC
- ATLAS, CMS і LHCb у Великому адронному колайдері, ЦЕРН
- MINOS[en] у Fermilab
- Enriched Xenon Observatory[en]
- T2K[en]
- CUORE[en]
- Детектори темної матерії: LUX[en], XENON

## Використання поза межами фізики елементарних частинок

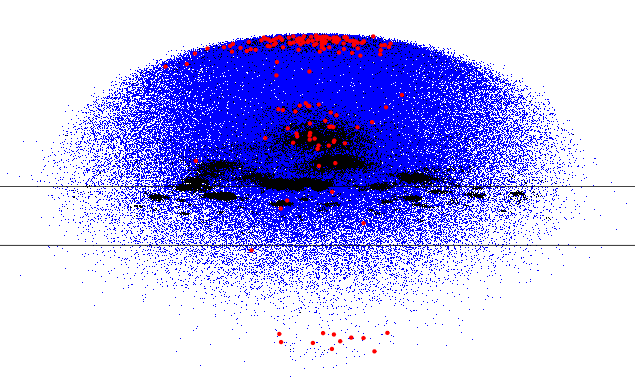
Моделювання релятивістської електронної лавини, спричиненої електричним полем у повітрі, що може відбуватися під час блискавки

Оскільки по своїй природі Geant4 є бібліотекою загального призначення, вона добре підходить для створення обчислювальних систем аналізу взаємодії частинок та матерії у багатьох сферах застосування. Зокрема це:
- Космічні застосування, де Geant4 використовується для аналізу взаємодії космічного випромінювання і космічної техніки та космонавтів;
- Медицина, де проводиться симуляція взаємодії випромінювань, що використовуються для лікування;
- Радіаційні ефекти у мікроелектроніці, де моделюються іонізаційні ефекти у напівпровідниках;
- Ядерна фізика.